# Dag Finn
Dag Finn, egentligen Dagfinn Strøm, född 24 oktober 1967 i Halden i Norge, är sångare i rockgruppen Sha-Boom som hade sin storhetstid under 1980-talet. 
På 1990-talet arbetade Finn med aktier, blev ekonomiskt oberoende, och investerade i fastigheter och restauranger.
Finn var med i den svenska dokusåpan Baren våren 2001.

## Diskografi

### Solo
Album
- The Wonderful World Of D. Finn (1991)

Singlar
- "Mary Jane" (1986)
- "I Wanna Be Your Boyfriend" (1991)
- "Bye Bye Baby Goodbye" (1991)
- "You Put My Love In Motion" (1991)
- "What Goes Around (Will Come Around)" (1991)
- "Hej Gud" (med Svullo) (1992)
- "A 1000 Miles Away" (2003)